# Władisław Romanow
Władisław Romanow (bułg. Владислав Романов; ur. 7 lutego 1988 w Sofii) – bułgarski piłkarz występujący na pozycji pomocnika.

## Kariera
Romanow jest wychowankiem CSKA Sofia. W latach 2007–2008 grał w Łokomotiwie Mezdra, z krótkim okresem wypożyczenia do FC Haskowo. W 2009 roku przeniósł się do Botewu Wraca, w którym rozegrał 26 meczów i zdobył dwie bramki. Przed sezonem 2010/11 został zawodnikiem Łokomotiwu Sofia. Wystąpił w 36 spotkaniach najwyższej klasy rozgrywkowej, strzelając dwa gole. Następnie reprezentował barwy Slawii Sofia i ponownie Botewu Wraca.
Na początku 2013 roku Romanow podpisał kontrakt z Cracovią. Po odejściu z Cracovii grał w takich klubach jak: PFK Lubimec 2007, Botew Wraca, Łokomotiw Sofia, AO Trikala, Czerno More Warna, Neftochimik Burgas i Septemwri Sofia. W 2018 wrócił do Łokomotiwu Sofia. W 2019 zakończył karierę.